# De USS Kearsarge in Boulogne
De USS Kearsarge in Boulogne, ook bekend als Vissersboot komt binnen met rugwind, (Frans: Le "Kearsarge" à Boulogne of Bateau de pêche arrivant vent arrière) is een schilderij van Édouard Manet uit 1864. Op het werk is de USS Kearsarge te zien, die na een gewonnen zeeslag in de buurt van Boulogne-sur-Mer voor anker ging. Sinds 1999 maakt het schilderij deel uit van de collectie van het Metropolitan Museum of Art in New York.

## Slag bij Cherbourg
Op 19 juni 1864 vond in de internationale wateren bij Cherbourg een zeeslag plaats tussen de CSS Alabama, een kaperschip varend onder de vlag van de Geconfedereerde Staten van Amerika en de USS Kearsarge. Dit schip van de de Unie was er na twee jaar in geslaagd de Alabama te onderscheppen. De beschietingen, die iets meer dan een uur duurden, resulteerden in de ondergang van de Alabama.

## Voorstelling
De slag tussen de Kearsarge en de Alabama had veel aandacht in de Franse pers gekregen. Op basis van deze beschrijvingen maakte Manet binnen enkele weken een schilderij van de gebeurtenis, dat te zien was in de etalage van de kunstgalerie van Alfred Cadart aan de Rue de Richelieu in Parijs. De criticus Philippe Burty schreef een lovend stuk over het werk waarvoor Manet hem in een briefje bedankte. Daarin schreef hij ook: "Afgelopen zondag lag de Kearsage [sic] voor anker bij Boulogne. Ik ben hem gaan bezoeken." Naar aanleiding van dit bezoek, dat half juli 1864 plaatsvond, schilderde Manet de Kearsarge ten minste tweemaal: een aquarel die zich tegenwoordig in het Museum voor Schone Kunsten in Dijon bevindt, en de versie uit New York.
Op het olieverfschilderij is de Kearsarge op de achtergrond te zien met daaromheen een vloot kleine zeilbootjes. Het werk heeft een hoge horizon, wellicht geïnspireerd door Japanse prenten. Het eigenlijke onderwerp van het schilderij wordt daardoor naar de bovenkant gedreven en de in grijs, turquoise en blauw geschilderde zee krijgt een allesoverheersende plaats. Aan de rechterkant is een vissersboot te zien die op de toeschouwer toe vaart. Deze boot vormt in kleur (bruin tegen zwart) en compositie (verticaal tegen horizontaal) een tegenwicht voor de Kearsarge. Waar Manet het schilderij van de slag zeer losjes schilderde, waarbij de Kearsarge maar gedeeltelijk te zien was, is het schip hier zeer gedetailleerd weergegeven, waardoor het werk een wat stijvere indruk maakt.

## Herkomst
- 10 maart 1890: een verzamelaar met de naam Gatti verkoopt het schilderij voor 2.000 frank aan de kunsthandel Boussod, Valadon & Cie in Parijs.
- 10 maart 1890: Theo van Gogh, werkzaam voor Boussod, Valadon & Cie, verkoopt het werk aan Gustave Goupy voor 4.000 frank.
- 30 maart 1898: gekocht door Paul Durand-Ruel voor 20.000 frank in opdracht van Henry Osborne Havemeyer en zijn echtgenote, geboren Louisine Waldron Elder, New York.
- 1929: nagelaten aan hun dochter Adaline Havemeyer Frelinghuysen, Morristown (New Jersey).
- 1963: nagelaten aan haar zoon Peter H. B. Frelinghuysen, Morristown.
- 1999: gedeeltelijk geschonken en gedeeltelijk verkocht aan het Metropolitan Museum of Art.

## Afbeeldingen

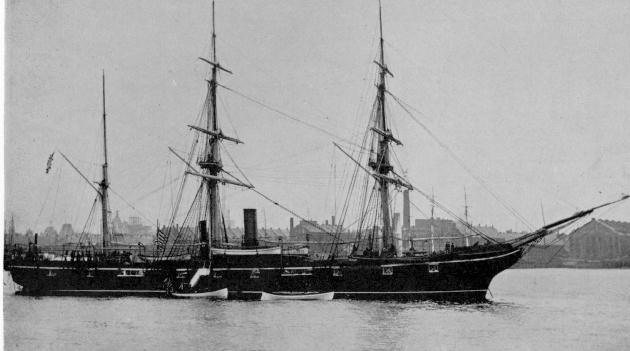
De USS Kearsarge in 1861
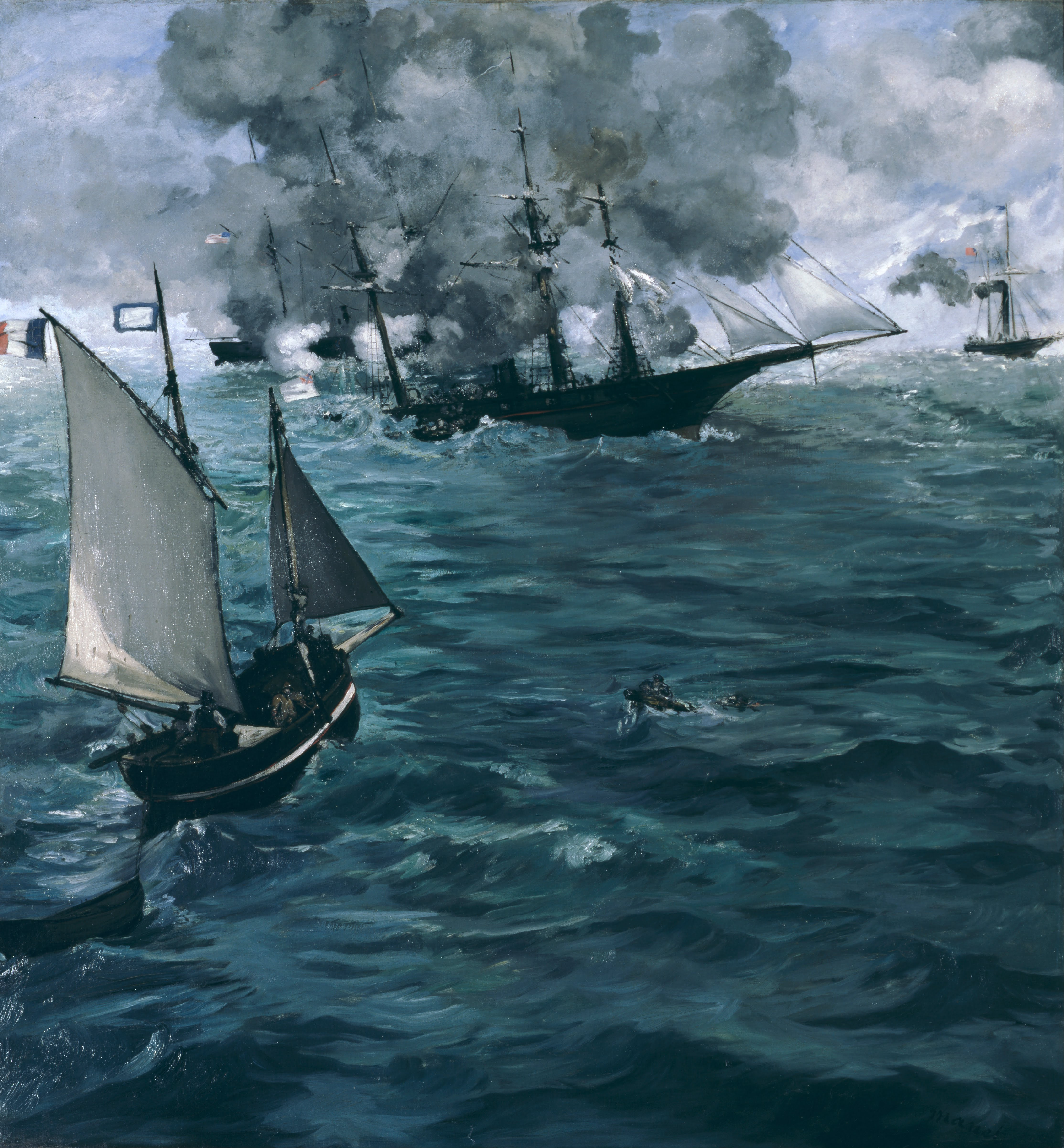
De slag tussen de USS Kearsarge en de CSS Alabama (1864)